# Formación Chon Aike
La Formación Chon Aike es una unidad litoestratigráfica de gran extensión (100.000 km²) que aflora dentro de la región conocida como Macizo del Deseado, en el centro-norte de la provincia de Santa Cruz, Argentina. 

## Datación
Se le asigna una edad aproximada de 168±2 Ma (Pankhurst et al., 1993b) a 155±15 Ma (Baker et al., 1981) por lo que queda comprendida entre el Jurásico medio a superior (Bathoniano - Kimmeridgiano inferior).

## Litología
Está constituida predominantemente por ignimbritas riolíticas de color castaño oscuro a morado, que se presentan como mantos compactos y espesos que forman grandes paredones y crestas muy abruptas (Panza et al., 1998).
En algunos sectores se observan cuerpos lávicos e hipabisales, constituidos estos últimos por domos y diques que forman en el paisaje una serie de bochones y crestas, respectivamente (Sruoga et al., 2008).
Intercalados entre las ignimbritas hay espesos bancos de aglomerados volcánicos y otros delgados de lapillitas, tobas y  tufitas. Los primeros son rojizos a gris amarillento, compuestos por grandes clastos de ignimbritas, tobas y vulcanitas en una matriz piroclástica. Las tobas son finas, friables, de tonos gris amarillentos hasta rosados. En cuanto a las tufitas de grano mediano a grueso, constituyen bancos macizos de un metro de espesor, son líticas o cuarzo-líticas, de color gris amarillento a castaño (Panza et al., 1998).
Las ignimbritas son marcadamente porfíricas, integradas por abundantes fenocristales de cuarzo, con escasos de feldespatos blanco-rosados, y láminas de biotita. Contienen fiammes y fragmentos pumíceos blanquecinos a gris rosado muy alterados o pigmentados por óxidos de hierro, así como pocos litoclastos grises y violáceos de tobas y vulcanitas (Echeveste y Fernández, 2012).

## Espesor
Es muy variable lateralmente, aún en cortas distancias. Se estima que ronda los 300 a 600m (Panza et al., 1998).

## Paleontología
En tobas finas próximas a la Laguna Flecha Negra (69◦ 48’ 7.52’’ W – 47◦ 55’ 13.88”S) se han encontrado restos de tallos de Brachyphyllum sp., brotes de  Pagiophyllum sp., semillas de Araucarites sp., pinnas de cycadofitas, conos de coníferas, Elatocladus sp., frondes de Sphenopteris sp., frondes de bennettitales (Otozamites sp.), estructuras reproductivas de pteridospermas (Channing et al., 2007).

## Ambiente de depositación
Regionalmente conforma un extenso plateau ignimbrítico que cubrió el relieve previo existente ahogándolo totalmente. Su génesis corresponde al emplazamiento de enormes volúmenes de materiales ácidos (riolitas de alta sílice, potásicas) extruidos como flujos piroclásticos de enorme fluidez y moderada a alta temperatura (de Barrio et al., 1987 y Franchi et al., 1987).
La Formación Chon Aike junto a otras unidades, como las formaciones Bajo Pobre y La Matilde dentro del Macizo del Deseado, constituyen la provincia volcánica Chon Aike.  Esta provincia se formó durante un evento extensional a escala continental que afectó al margen occidental del Gondwana, ocasionando su fragmentación en masas continentales menores y la formación del Océano Atlántico Sur (Japas et al., 2013).

## Relaciones estratigráficas
Como parte integrante del Grupo Bahía Laura, la Formación Chon Aike se interdigita lateralmente con tobas y tufitas de la Formación La Matilde (Panza, 1995).
Las rocas volcánicas que la componen se conocen localmente con diversas denominaciones litoestratigráficas: Complejo Bahía Laura, Formación Chon Aike, Formación La Matilde, Formación Bajo Pobre y Grupo Bahía Laura, en la comarca del Deseado, Serie Tobífera en el subsuelo de las cuencas Austral y de Malvinas y Complejo El Quemado en la Cordillera Patagónica Austral (Guido, 2004).
Con respecto a su base, se observa una marcada discordancia que la separa de la unidad infrayacente, la Formación Bajo Pobre, con una diferencia angular de 35º. En su techo, una nueva relación de discordancia de ángulo de carácter regional separa al Grupo Bahía Laura de las secuencias post-Jurásicas (Panza et al., 1998).